# Географический центр Пензенской области
Географический центр Пензенской области — точка, равноудалённая[уточнить] от северной и южной, а также от западной и восточной границ Пензенской области, имеет географические координаты 53,166667° северной широты и 44,566667° восточной долготы. Находится в 26 км к западу от города Пензы, на небольшом острове на реке Пензятке, к западу от села Дубенское и к северу от села Загоскино.
26 декабря 1959 года Лухменско-Майданский сельсовет был передан из состава Нижнеломовского района Пензенской области в состав Инсарского района Мордовской АССР. С того дня границы Пензенской области ни разу не изменялись. Это значит, что никуда не перемещался и её географический центр.

31 мая 2008 года в здании школы села Загоскино открылся «Музей географического центра Пензенской области».